# Elaeocarpus storckii
Elaeocarpus storckii är en tvåhjärtbladig växtart som beskrevs av Berthold Carl Seemann. Elaeocarpus storckii ingår i släktet Elaeocarpus och familjen Elaeocarpaceae. Inga underarter finns listade i Catalogue of Life.